# 長谷駅 (神奈川県)
長谷駅（はせえき）は、神奈川県鎌倉市長谷二丁目にある、江ノ島電鉄の鉄道駅である。駅番号はEN12。鎌倉大仏のある高徳院や長谷観音で知られる長谷寺、御霊神社への最寄駅であり、年間を通して多くの観光客が訪れる駅である。

## 歴史
- 1907年（明治40年）8月16日：開業。
- 1985年（昭和60年）：駅舎を山側に移設して建て替え。以前の駅舎は、1番線側にあった。
- 2006年（平成18年）10月：改札口に交通系ICカード対応自動改札機を新たに設置。
- 2015年（平成27年）9月：自動改札機が更新され、最新式のGX8形に代替された。これは、小田急仕様のものである。
- 2018年（平成30年）12月：列車発車案内標を設置。次列車の時刻と在線位置がイラストで判る。
- 2020年（令和2年）4月：新駅舎竣工「絵葉書になる江ノ電」をテーマに建て替えられる。
- 2023年（令和5年）1月23日：駅南側にある臨時改札口が常時使用開始される[1]。
- 2024年（令和6年）2月17日：CTC導入に伴い、事前作業として構内踏切が廃止され行先別改札に変更[2]。

## 駅構造
相対式ホーム2面2線を有する地上駅で駅掛員常駐駅。
かつては2番線側（鎌倉方面）の改札のみが常時使用され、1番線側（藤沢方面）の改札は繁忙期のみ使用される臨時改札口となっていたが、2023年1月23日より常時利用可能となった。また2024年2月17日からは上下ホームを結ぶ構内踏切が閉鎖されて行先別改札となり、改札内でのホーム間移動は不可能となった。なお、1番線側の改札には自動券売機・出札窓口・トイレが設置されていないため、2番線の出札口側で購入した上、駅外の公道・踏切を利用して移動する必要がある。
改札横には隣接する「江ノ電長谷ビル」（鉄筋二階建て）がありコーヒーチェーン店が入居している。

### のりば
| 番線 | 路線         | 方向 | 行先                       |
| ---- | ------------ | ---- | -------------------------- |
| 1    | 江ノ島電鉄線 | 上り | 稲村ヶ崎・江ノ島・藤沢方面 |
| 2    | 江ノ島電鉄線 | 下り | 鎌倉行き                   |

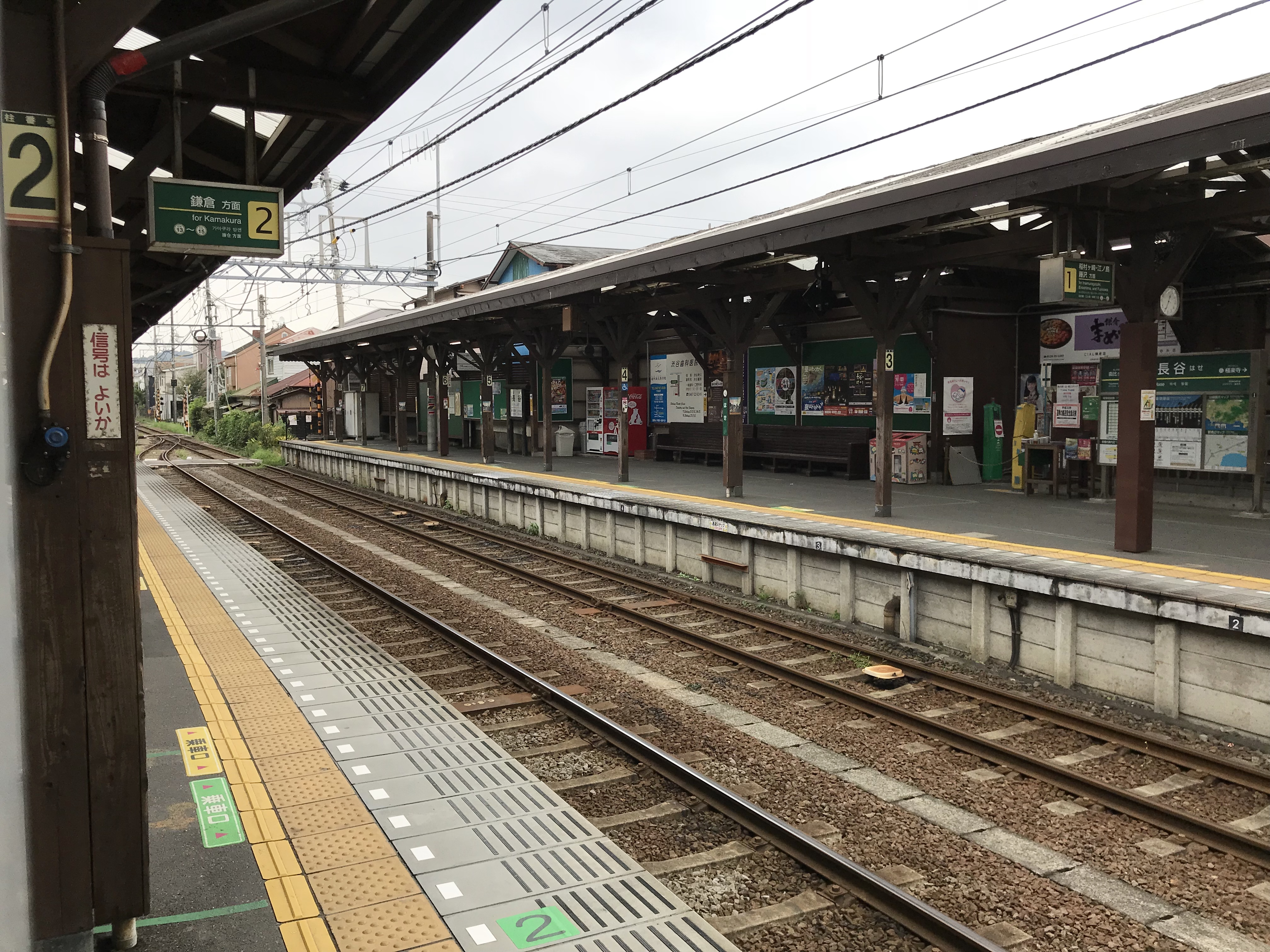
ホーム（2018年8月）
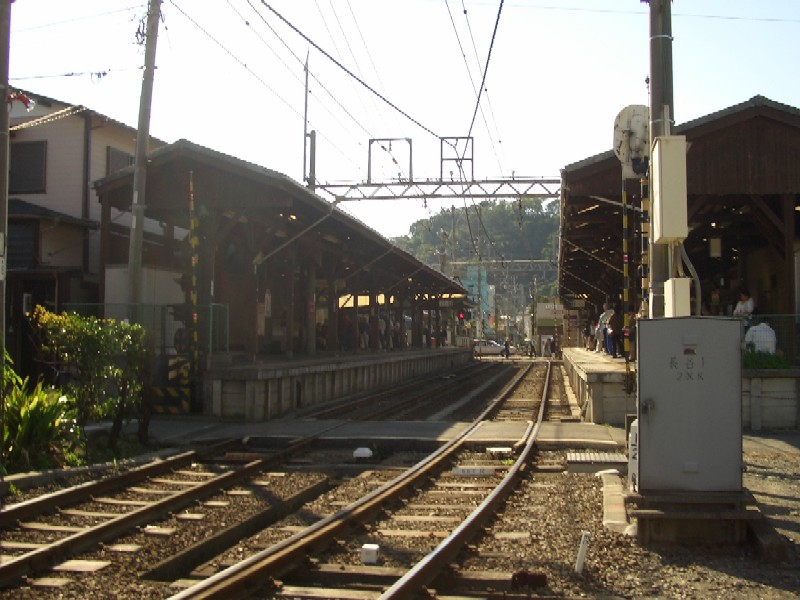
鎌倉方の踏切からホームを望む（2004年10月）
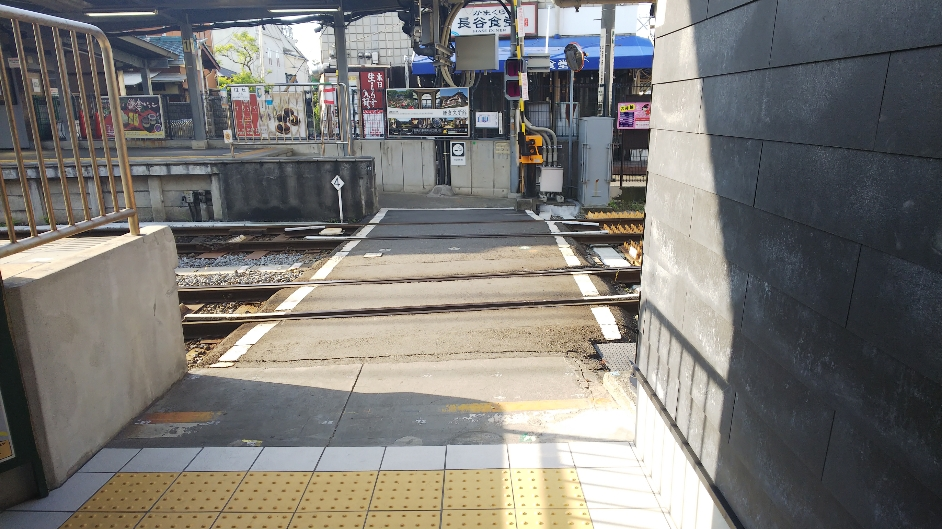
上下線ホームを結ぶ構内踏切（2020年5月、現在は廃止）
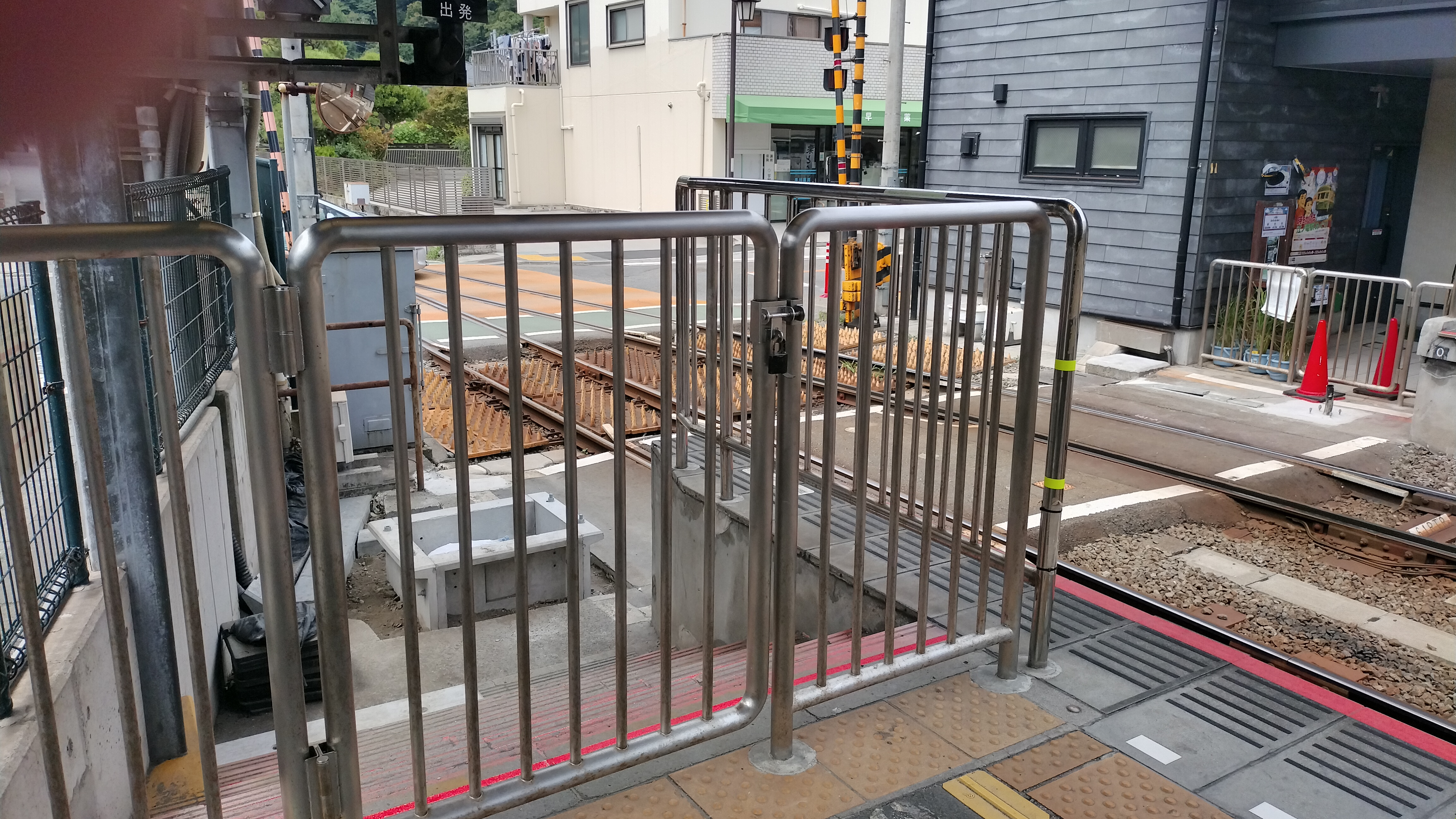
廃止された構内踏切の跡 (2025年8月)
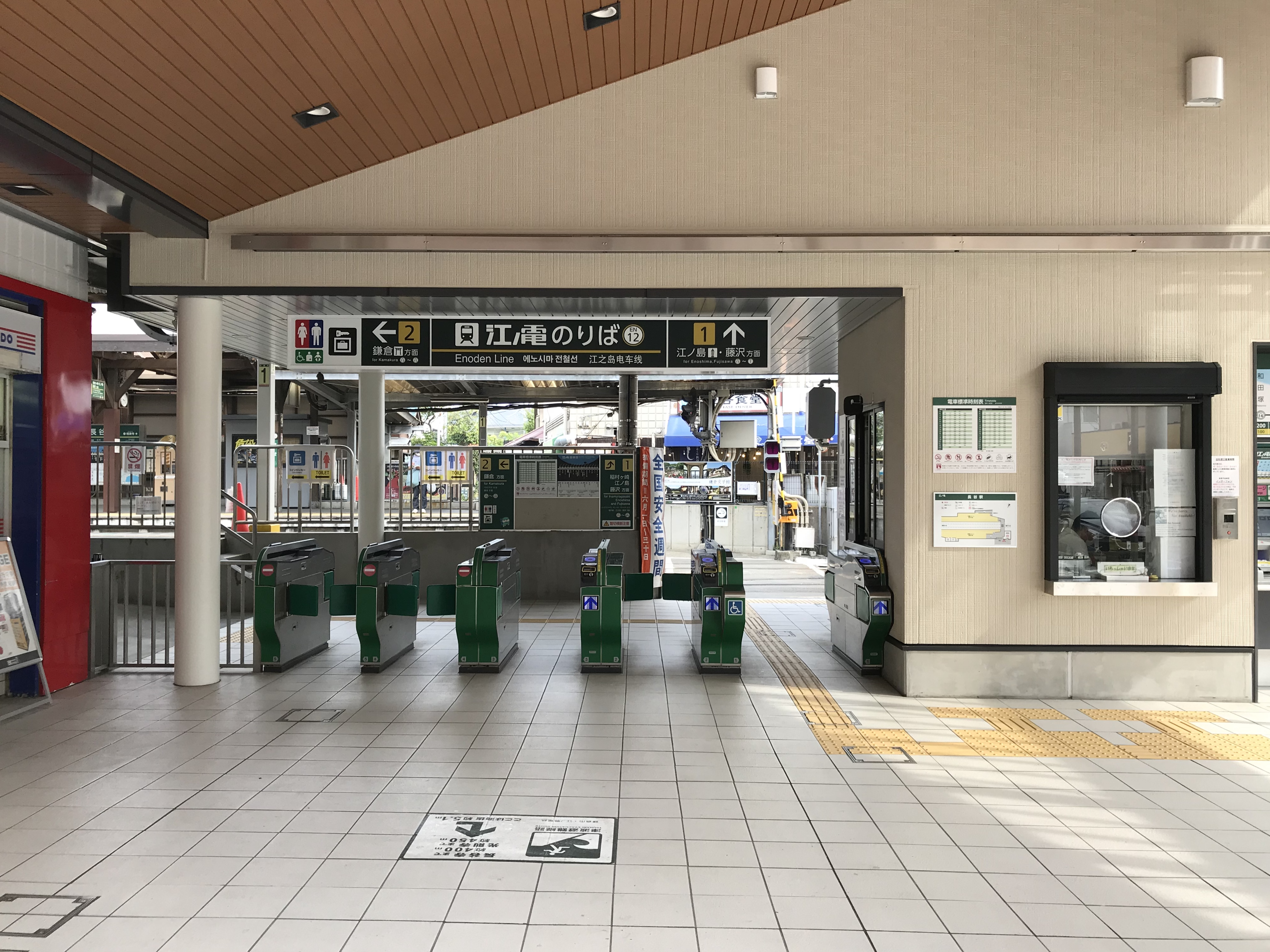
改札口（2020年6月）
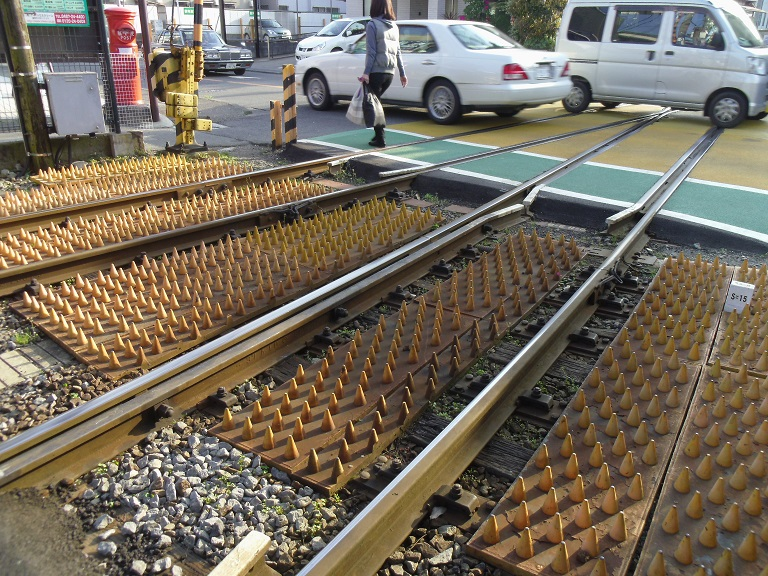
構内踏切と県道間のバリカー

## 利用状況
2019年（令和元年）度の1日平均乗降人員は9,276人であり、江ノ電全15駅中4位。駅周辺に観光地が多く、江ノ電の中でも特に年間を通して非常に混み合う駅である。
近年の1日平均乗降・乗車人員の推移は下表の通り。
| 年度               | 1日平均 乗降人員 | 1日平均 乗車人員 | 出典     |
| ------------------ | ---------------- | ---------------- | -------- |
| 1995年（平成07年） |                  | 3,291            | [ * 1 ]  |
| 1998年（平成10年） |                  | 2,994            | [ * 2 ]  |
| 1999年（平成11年） |                  | 2,966            | [ * 3 ]  |
| 2000年（平成12年） |                  | 2,990            | [ * 3 ]  |
| 2001年（平成13年） |                  | 3,074            | [ * 4 ]  |
| 2002年（平成14年） |                  | 3,022            | [ * 5 ]  |
| 2003年（平成15年） |                  | 3,152            | [ * 6 ]  |
| 2004年（平成16年） |                  | 3,184            | [ * 7 ]  |
| 2005年（平成17年） |                  | 3,275            | [ * 8 ]  |
| 2006年（平成18年） |                  | 3,374            | [ * 9 ]  |
| 2007年（平成19年） |                  | 2,790            | [ * 10 ] |
| 2008年（平成20年） | 8,268            | 3,290            | [ * 11 ] |
| 2009年（平成21年） |                  | 4,942            | [ * 12 ] |
| 2010年（平成22年） |                  | 3,412            | [ * 13 ] |
| 2011年（平成23年） | 7,761            | 3,951            | [ * 14 ] |
| 2012年（平成24年） | 9,834            | 4,848            | [ * 15 ] |
| 2013年（平成25年） | 10,030           | 5,202            | [ * 16 ] |
| 2014年（平成26年） | 10,640           | 5,528            | [ * 17 ] |
| 2015年（平成27年） | 11,015           | 5,734            | [ * 18 ] |
| 2016年（平成28年） | 11,329           | 5,906            | [ * 19 ] |
| 2017年（平成29年） | 10,248           | 5,449            | [ * 20 ] |
| 2018年（平成30年） | 10,136           | 5,364            | [ * 21 ] |
| 2019年（令和元年） | 9,276            | 4,906            | [ * 22 ] |
| 2020年（令和02年） |                  | 2,130            |          |

## 駅周辺
- 御霊神社
- 長谷寺（長谷観音）
- 高徳院（鎌倉大仏）
- 収玄寺
- 光則寺
- 甘縄神明神社
- 鎌倉能舞台
- 長谷郵便局（特定局）
- 鎌倉病院
- 鎌倉パークホテル
- 鎌倉市営プール
- レンタサイクル長谷店（構内隣接・ジェイアールバステック経営）(手荷物の一時預かりも営業している)

### バス路線
駅前に設置されている「長谷駅」と、駅から200m北側の長谷観音交差点付近にある「長谷観音」が最寄りバス停である。
長谷駅
- 江ノ電バス
  - K5 - 鎌倉駅行 ／ 七里ヶ浜行 ※元日の夜に1本

長谷観音
- 長谷観音前交差点北側
  - 江ノ電バス
    - F1・F11・K1・K3・ K11 - 鎌倉駅東口行

  - 京浜急行バス
    - 鎌4 - 鎌倉駅（東口）行
- 長谷観音前交差点南側
  - 江ノ電バス
    - K5 - 鎌倉駅行 ※元日の夜に1本
- 長谷観音前交差点東側
  - 江ノ電バス
    - F11 - 藤沢駅南口行
    - K1 - 桔梗山行
    - K3 - 湘南車庫行
    - K11 - 梶原行き
    - K5 - 七里ヶ浜行 ※元日の夜に1本

  - 京浜急行バス
    - 鎌4 - 鎌倉山行

## 隣の駅
江ノ島電鉄
 江ノ島電鉄線
極楽寺駅 (EN11) - 長谷駅 (EN12) - 由比ヶ浜駅 (EN13)